# روری مک‌گرگور
روری مک‌گرگور (انگلیسی: Rory MacGregor؛ زادهٔ ۲ اوت ۱۹۷۶) بازیگر اهل بریتانیا است.
از فیلم‌ها یا برنامه‌های تلویزیونی که وی در آن نقش داشته‌است می‌توان به در واقع عشق و مأموران مخفی اشاره کرد.